# Стинка (Джордже-Енеску, Ботошань)
Стинка (рум. Stânca) — село у повіті Ботошані в Румунії. Входить до складу комуни Джордже-Енеску.
Село розташоване на відстані 404 км на північ від Бухареста, 35 км на північ від Ботошань, 126 км на північний захід від Ясс.

## Населення
За даними перепису населення 2002 року у селі проживала 431 особа, усі — румуни. Усі жителі села рідною мовою назвали румунську.